# 1-й Лыковский проезд
Пе́рвый Лы́ковский прое́зд — проезд, расположенный в Северо-Западном административном округе города Москвы на территории района Строгино.

## История
Проезд был образован и получил свой название в 1993 году по близости к 1-й, 2-й и 3-й Лыковским улицам, в свою очередь названным по бывшему селу Троице-Лыково.

## Расположение
Согласно картам OpenStreetMap, 1-й Лыковский проезд проходит по территории Рублёвского леса от Крылатской улицы на северо-восток и оканчивается, переходя в 1-ю Лыковскую улицу. Согласно Картам Google, 1-й Лыковский проезд проходит от территории автобазы Генштаба РФ до 2-го Лыковского проезда, примыкающего с запада, после чего продолжается как 1-я Лыковская улица. На Яндекс. Картах отмечена лишь северо-восточная часть проезда.

## Примечательные здания и сооружения
По нечётной стороне:
По чётной стороне:

## Транспорт

### Наземный транспорт
По 1-му Лыковскому проезду не проходят маршруты наземного общественного транспорта. У юго-западного конца проезда, на Крылатской улице, расположена остановка «Автобаза Генштаба» автобусов № 129, 251.

### Метро
- Станция метро «Крылатское» Арбатско-Покровской линии — юго-восточнее проезда, на Осеннем бульваре
- Станция метро «Строгино» Арбатско-Покровской линии — севернее проезда, на Строгинском бульваре